# Paravóla
Paravóla, en grec moderne : Παραβόλα, est un village et un ancien dème du district régional d'Étolie-Acarnanie en Grèce. En 2010, il est fusionné au sein du dème d'Agrínio.
Selon le recensement de 2011, la population du dème compte 3 773 habitants tandis que celle du village s'élève à 1 118 habitants.